# Erbhof (Südtirol)
Die Auszeichnung Erbhof wird Familien verliehen, die in Südtirol seit mehreren Generationen denselben Bauernhof bewirtschaften. Die Auszeichnung soll unter anderem das bäuerliche Selbstbewusstsein stärken.

## Voraussetzungen für die Verleihung der Erbhofurkunde
- Es muss sich um einen geschlossenen Hof handeln.
- Der Eigentümer muss den Hof selbst bewohnen und bewirtschaften.
- Der Hof muss seit mindestens 200 Jahren ohne Unterbrechung innerhalb derselben Familie in gerader Linie oder in der Seitenlinie bis zum zweiten Grad, im Erbwege oder durch Rechtsgeschäfte unter Lebenden übertragen worden sein.

Die Verleihung der Bezeichnung „Erbhof“ erfolgt mit Dekret des Landesrates für Landwirtschaft. Die offizielle Verleihung der Erbhofurkunde und die Überreichung des Erbhofschildes finden üblicherweise im Rahmen von Bezirksversammlungen des Bauernbundes statt.

## Geschichte
Im Tirol des Mittelalters bewirtschafteten viele Bauernfamilien Höfe, die entweder der Kirche oder weltlichen Grundherren gehörten. Es gab in Tirol auch eine beträchtliche Anzahl an freien Bauern, die ihre Höfe als Eigentum der Familie bearbeiteten – ohne einem Grundherren zugehörig zu sein. Die Abgaben an die Grundherren wurden im Laufe der Zeit immer mehr zur Belastung, was Anfang des 16. Jahrhunderts unter anderem auch zu den Bauernaufständen um Michael Gaismair führte. Die Landesordnungen von Erzherzog Ferdinand I, die sich auf die von Michael Gaismair verfassten Meraner Artikel stützten, regelten das Besitzrecht neu, das ohne übermäßige Abgaben gestaltet sein soll. 
Im 17. und 18. Jahrhundert kam es durch die zunehmende Verarmung der Bevölkerung (unter anderem wurde der Bergbau aufgelassen) zur Realteilung. Das sogenannte Theresianische Patent im Jahre 1770 bot der Zerstückelung der landwirtschaftlichen Anwesen Einhalt und forcierte die Unteilbarkeit des landwirtschaftlichen Gutes. Das Dokument bestimmte zudem, dass der Hof grundsätzlich nur mehr von einem Erben übernommen werden durfte, der die anderen Familienmitglieder auszahlen musste. Eine Teilung wurde in besonderen Fällen von den Behörden erlaubt. Bis zum Jahre 1787 trat der jüngste Sohn der Familie das Hoferbe an; danach wurde der Hof meist dem ältesten Sohn überschrieben. 
Im Jahre 1900 regelte der Tiroler Landtag die Rechtsverhältnisse des geschlossenen Hofes: Das Tiroler Höfegesetz von 1900 verfügte, dass die Erträge eines geschlossenen Hofes noch für fünf Personen reichen mussten. Heute ist diese Regelung noch in Kraft mit dem Unterschied, dass die Erträge jetzt noch für vier Familienmitglieder ausreichen müssen.
In Südtirol blieb das Tiroler Höfegesetz auch nach dem Übergang an Italien noch bis 1929 in Anwendung; dann trat das italienische Zivilrecht in Kraft. Die Folge war die Abschaffung des Höfegesetzes.
Das neue Südtiroler Höfegesetz trat 1954 in Kraft. Durch das Gruber-De-Gasperi-Abkommen und das darauf folgende Erste Autonomiestatut 1948 bestand die Möglichkeit, auf das alte Recht zurückzugreifen. Im Wesentlichen bezieht sich das Südtiroler Höfegesetz von 1954 auf das Tiroler Höfegesetz von 1900.
Seit dem Jahre 1982 gibt es in Südtirol eine durch Landesgesetz geregelte offizielle Anerkennung des Erbhofes (Landesgesetz vom 26. März 1982 Nr. 10). In Nordtirol gibt es den Begriff „Erbhof“ schon seit 1931.